# Christian Grindheim
Christian Grindheim (Haugesund, 17 juli 1983) is een Noors voetballer. Hij speelt voor Vålerenga IF en het Noors voetbalelftal.

## Carrière
Grindheim debuteerde in 2000 op zeventienjarige leeftijd zijn debuut voor het Noorse FK Haugesund, in dat seizoen bleef dat ook bij dat ene optreden. De seizoenen daarna werkte de jonge Grindheim zich op tot aanvoerder van het team. Met deze club speelde hij vooral in de onderste regionen van de Noorse Tippeligaen. In 2005 kwam het tot een overgang naar Vålerenga
Het eerste seizoen bij Vålerenga IF was Grinheim meteen al een vaste waarde. Zijn spel leverde hem een oproep voor het Noorse Elftal op. Hiervoor maakte hij op 17 augustus 2005 zijn debuut tegen het nationale team van Zwitserland. het was voor Grindheim sowieso een geslaagd jaar want in ditzelfde seizoen werd hij ook landskampioen. In het seizoen 2007 had hij zich ook hier tot aanvoerder gewerkt.
Heerenveen toonde interesse in Grindheim en in 2008 kwam het tot een transfer. Hij speelde drie seizoenen in de Eredivisie waarin hij een basisplaats had.
Van 2011 tot begin 2013 speelde hij in Denemarken voor FC Kopenhagen. Via opnieuw Vålerenga IF, waar hij speelde van 2013 tot en met 2017, keerde hij in 2018 terug bij FK Haugesund.

## Statistieken
| Seizoen | Club          | Land       | Competitie  | Wed. | Goals |
| ------- | ------------- | ---------- | ----------- | ---- | ----- |
| 2000    | FK Haugesund  | Noorwegen  | Tippeligaen | 1    | 0     |
| 2001    | FK Haugesund  | Noorwegen  | Tippeligaen | 12   | 1     |
| 2002    | FK Haugesund  | Noorwegen  | Tippeligaen | 28   | 5     |
| 2003    | FK Haugesund  | Noorwegen  | Tippeligaen | 29   | 5     |
| 2004    | FK Haugesund  | Noorwegen  | Tippeligaen | 28   | 9     |
| 2005    | Vålerenga IF  | Noorwegen  | Tippeligaen | 24   | 2     |
| 2006    | Vålerenga IF  | Noorwegen  | Tippeligaen | 24   | 2     |
| 2007    | Vålerenga IF  | Noorwegen  | Tippeligaen | 22   | 3     |
| 2007/08 | sc Heerenveen | Nederland  | Eredivisie  | 9    | 0     |
| 2008/09 | sc Heerenveen | Nederland  | Eredivisie  | 30   | 4     |
| 2009/10 | sc Heerenveen | Nederland  | Eredivisie  | 28   | 1     |
| 2010/11 | sc Heerenveen | Nederland  | Eredivisie  | 30   | 2     |
| 2011/12 | FC Kopenhagen | Denemarken | SAS Ligaen  | 30   | 0     |
| 2012/13 | FC Kopenhagen | Denemarken | SAS Ligaen  | 7    | 0     |
| 2013    | Vålerenga IF  | Noorwegen  | Tippeligaen | 24   | 1     |
| 2014    | Vålerenga IF  | Noorwegen  | Tippeligaen | 29   | 4     |
| 2015    | Vålerenga IF  | Noorwegen  | Tippeligaen |      |       |

## Erelijst
- KNVB beker: 2009
- Tippeligaen: landskampioen 2005
- Eredivisie: ING Fair Play-prijs 2011
- Deense voetbalbeker: 2012